# Paravireia pistus
Paravireia pistus är en kräftdjursart som beskrevs av Jansen 1973. Paravireia pistus ingår i släktet Paravireia, ordningen gråsuggor och tånglöss, klassen storkräftor, fylumet leddjur och riket djur. Inga underarter finns listade i Catalogue of Life.